# Silk Road

"Silk Road anonymous marketplace".

Silk Road var en online darknetmarknad. Silk Road startades 2011 av Ross Ulbricht och fungerade som en dold tjänst där handel kunde ske mellan användare helt anonymt. Alla transaktionerna använde Bitcoin vilket hjälpte till att dölja användarnas identitet. På Silk Road skedde till största del olaglig försäljning av droger och andra olagliga produkter. I oktober 2013 arresterades Ulbricht av FBI som permanent stängde ned Silk Road. 